# 이시자키촌 (이시카와현)
이시자키촌(石崎村)은 이시카와현 가시마군에 있던 촌이다. 현재의 나나오시에 해당한다.

## 역사
- 1889년 4월 1일 - 정촌제 시행에 의해 이시자키촌이 단독으로 촌제를 시행해 가시마군 이시자키촌이 성립하였다.
- 1939년 7월 20일 - 나나오정, 히가시미나토촌, 야타고촌, 도쿠다촌, 니시미나토촌 ,와쿠라정의 일부와 합병해 나나오시가 성립하였다.

## 참고문헌
- 『全日本地名辞典 石川県』